# Joanna Ostrowska
Joanna Ostrowska (geboren 1983 in Krakau) ist eine polnische Historikerin, Filmwissenschaftlerin und Dramaturgin.

## Leben und Wirken
Joanna Ostrowska studierte an der Jagiellonen-Universität in Krakau, der Universität Warschau und der Staatlichen Hochschule für Film, Fernsehen und Theater in Łódź. Sie hat Magister-Abschlüsse vom Institut für jüdische Studien und dem Institut für Audiovisuelle Künste der Jagiellonen-Universität sowie für Gender Studies an der Universität Warschau. Joanna Ostrowska lehrt an den Universitäten in Krakau und Warschau judaistische Studien und Gender Studies.
Ostrowska beschäftigte sich in ihrer Forschungsarbeit u. a. mit sexueller Zwangsarbeit im Zweiten Weltkrieg und der queeren Geschichte des Holocaust und Homosexualität während des Nationalsozialismus. Als Autorin von Przemilczane („Die verschwiegen wurden“) über sexuelle Zwangsarbeit im Zweiten Weltkrieg erhielt sie 2018 den renommierten Mauthausen-Gedenk-Forschungspreis. Ostrowskas Buch Erinnern in Auschwitz auch an sexuelle Minderheiten erschien 2020 und wurde 2021 ins Polnische übersetzt. In einem Interview mit den Arolsen Archives beschrieb sie einen ihrer Forschungsschwerpunkte: „Auch Polen wurden verfolgt und nicht nur wegen ihrer sexuellen Beziehungen zu Deutschen, sondern auch zu Polen – das ist neu. Auch heute noch liest man in polnischen Zeitungen und akademischen Magazinen, dass Homosexuelle nur Deutsche waren. 70 Jahre nach Ende des Krieges, können sich Pol*innen nicht vorstellen, dass auch Polen, Juden, Schlesier und andere aufgrund dieses Paragraphen verfolgt wurden.“
Joanna Ostrowska organisierte und leitete das Projekt Opfer der Zwangssterilisation im Nationalsozialismus in Niederschlesien 1934–44 im Rahmen des Programms Zwangsarbeit und vergessene Opfer der Stiftung Erinnerung, Verantwortung und Zukunft.

## Auszeichnungen
- 2018: Mauthausen-Gedenk-Forschungspreis für Przemilczane (Die verschwiegen wurden)
- 2022: Polnischer Literaturpreises Nike für ihr Buch Oni. Homoseksualiści w czasie II wojny światowej (Sie. Homosexuelle zur Zeit des Zweiten Weltkriegs)[4]

## Publikationen (Auswahl)
- mit Kamila Uzarczyk: „Mein Führer!“ Opfer der Zwangssterilisation in Niederschlesien 1934–44. Aus dem Polnischen übersetzt von: Ewa Czerwiakowska, Ośrodek Karta, 2019, ISBN 978-8-36597-968-1.
- Oni. Homoseksualiści w czasie II wojny światowej. Krytyka Polityczna, ISBN 978-83-665-8658-1 (polnisch)
  - Englische Übersetzung: Them: The World War Two History of Non-Heteronormative People. (als PDF einsehbar)
  - Deutsche Übersetzung von Beate Kosmala: Jene. Homosexuelle während des Zweiten Weltkriegs (= Studien zu Holocaust und Gewaltgeschichte. Band 5). Metropol Verlag, ISBN 978-3-86331-696-9.
- Przemilczane: Seksualna praca przymusowa w trakcie II wojny światowej. Marginesy 2018, ISBN 978-8-36597-373-3.
- mit Joanna Talewicz-Kwiatkowska, Lutz van Dijk: Erinnern in Auschwitz. Auch an sexuelle Minderheiten. Querverlag 2020, ISBN 978-3-89656-289-0.